# 奥山田町
奥山田町（おくやまだちょう）は、愛知県岡崎市の町名である。丁番を持たない単独町名であり、4つの小字が設置されている。

## 地理
岡崎市の北西部に位置する。小字が設置されているが丁目は設定されていない。

### 山岳
- 村積山

### 河川
- 北斗川

### 小字
- 字洞（ほら）
- 字松ケ入（まつがいり）
- 字屋下（やした）
- 字山田（やまだ）

## 世帯数と人口
2019年（令和元年）5月1日現在の世帯数と人口は以下の通りである。
| 町丁     | 世帯数 | 人口 |
| -------- | ------ | ---- |
| 奥山田町 | 33世帯 | 83人 |

### 人口の変遷
国勢調査による人口の推移
| 1995年（平成7年）  | 101人 | [ 5 ] |  |
| 2000年（平成12年） | 98人  | [ 6 ] |  |
| 2005年（平成17年） | 86人  | [ 7 ] |  |
| 2010年（平成22年） | 82人  | [ 8 ] |  |
| 2015年（平成27年） | 85人  | [ 9 ] |  |

## 小・中学校の学区
市立小・中学校に通う場合、学区は以下の通りとなる。
| 番・番地等 | 小学校             | 中学校               |
| ---------- | ------------------ | -------------------- |
| 全域       | 岡崎市立細川小学校 | 岡崎市立新香山中学校 |

## 歴史
額田郡奥山田村を前身とする。
1889年に細川村、仁木村、奥山田村で合併し細川村となる。同日、奥山田村廃止。
1928年から岩津町となる。1955年岩津町が岡崎市に編入され、岡崎市奥山田町となった。

## 施設
- 村積神社
- 村積神社下宮
- 村積山展望台
- 村積山自然緑道

## ギャラリー
- 村積山展望台
- 村積神社
- 村積神社下宮
- 奥山田池
- 奥山田のしだれ桜

## その他

### 日本郵便
- 郵便番号 : 444-2142[3]（集配局：岩津郵便局[11]）。

## 参考資料
- 「角川日本地名大辞典」編纂委員会 編『角川日本地名大辞典 23 愛知県』角川書店、1989年3月8日。ISBN 4-04-001230-5。
- 有限会社平凡社地方資料センター 編『日本歴史地名体系第23巻 愛知県の地名』平凡社、1981年。ISBN 4-582-49023-9。